# John Pye-Smith
John Pye-Smith, född den 25 maj 1774 i Sheffield, död den 5 februari 1851, var en engelsk teolog.
Pye-Smith var först anställd hos sin far, en bokhandlare, tillhörande det kongregationalistiska kyrkosamfundet, i vilket också sonen upptogs, studerade därefter vid den nonkonformistiska akademin i Rotherham och erhöll 1800 en lärarplats vid Homerton college i London, en independentisk akademi. Där undervisade han till en början i humaniora, men efter sin ordination 1804 och befordran till ledande lärare i teologi övertog han undervisning i hebreiska och nya testamentet
samt längre fram också i naturvetenskap. Ända till kort före sin död utövade han en framgångsrik verksamhet vid sitt college. 
Pye Smith utvecklade en omfattande teologisk skriftställarverksamhet, som gjorde honom känd även utom Englands gränser. Hans ena huvudarbete är Scripture testimony to Messiah (2 band, 1818-21), ett bibelteologiskt arbete, i vilket han emot den engelska unitarismen, särskilt Thomas Belsham, och den tyska rationalistiska teologin (Gesenius,
Bretschneider, Semler med flera) gör gällande en djupare uppfattning av Kristi person. Arbetet var ingalunda epokgörande i vetenskapligt hänseende, men betydelsefullt nog och blev på sin tid ett standardverk, som visade spekulationen över Kristi person in på andra banor. 
En annan bok, On the relation between the Holy Scripture and some parts of geological science (1839), genom vilken Pye-Smith vann mycken berömmelse, behandlade det då allt aktuellare problemet om förhållandet mellan geologin och den gammaltestamentliga skapelseberättelsen. Arbetet blev på sin tid mycket beundrat och ställde sin författare i främsta raden av dåtida apologeter för bibel och kristendom. Det vann mycket erkännande även på naturvetenskapligt håll, till exempel av Herschel. Författaren accepterade en hel del resultat av den geologiska forskningen och sökte bringa bibelns framställning i överensstämmelse med dessa.